# Ubytek naturalny
Ubytek naturalny – zmniejszenie ilości składników majątkowych, powstałe bez udziału człowieka, mieszczące się w granicach norm, spowodowane:
- działaniem czynników biologicznych lub klimatycznych,
- właściwościami fizycznymi lub chemicznymi,
- warunkami magazynowania lub transportu,

przykładowo wskutek wysychania, odparowywania, rozsypywania się, korozji lub erozji.
Najczęściej występujące rodzaje ubytków naturalnych zyskały własne nazwy:
- rozkurz – ubytek powstały wskutek rozpylania w trakcie przeróbki, przesypywania, rozważania itp.,
- upiek – ubytek wagowy ciasta podczas pieczenia, głównie wskutek odparowania wody,
- ususzka – ubytek wagowy produktu powstały podczas przechowywania, wskutek odparowania wody.